# Кавенчин (Підкарпатське воєводство)
Кавенчин (пол. Kawęczyn) — село в Польщі, у гміні Вадовиці-Ґурні Мелецького повіту Підкарпатського воєводства.
Населення — 288 осіб (2011).
У 1975-1998 роках село належало до Тарновського воєводства.

## Демографія
Демографічна структура станом на 31 березня 2011 року:
|          | Загалом | Допрацездатний вік | Працездатний вік | Постпрацездатний вік |
| -------- | ------- | ------------------ | ---------------- | -------------------- |
| Чоловіки | 139     | 31                 | 91               | 17                   |
| Жінки    | 149     | 39                 | 75               | 35                   |
| Разом    | 288     | 70                 | 166              | 52                   |